# Беньямін Грац
Беньямін Грац (угор. Benjámin Grátz, 16 лютого 1996) — угорський плавець.
Учасник Олімпійських Ігор 2016 року.